# Organdzsali
Organdzsali (macedónul: Органџали, törökül Urgancılı) település Észak-Macedóniában, a Délkeleti körzet Dojrani járásában.

## Népesség
| Lakosok száma | 230  | 266  | 171  | 11   | 12   | 21   | 22   |      |
|               | 1948 | 1953 | 1961 | 1971 | 1981 | 1991 | 1994 | 2021 |

2002-ben 21 lakosa volt, akik mindannyian törökök.